# خوسيه مانويل ألباريس
خوسيه مانويل ألباريس بوينو (من مواليد 22 مارس 1972)، هو دبلوماسي إسباني شغل منصب وزير الخارجية في حكومة رئيس الوزراء بيدرو سانشيز منذ عام 2021.

## النشأة والتعليم
ولد عام 1972 في مدريد، نشأ في أسرة متواضعة من أوسيرا. حصل على إجازة في القانون من جامعة ديوستو وكذلك دبلوم في علوم الأعمال.